# Jakobsspitze
Die Jakobsspitze (ital. Cima di San Giacomo) ist mit einer Höhe von 2741 Metern der vierthöchste Gipfel der Sarntaler Alpen und der höchste des Ostkamms dieser Gruppe. Der Berg liegt nordöstlich des Durnholzer Sees. Das nördlich liegende, etwas niedrigere Tagewaldhorn (2708 m s.l.m.) ist durch die Flaggerscharte (2436 m s.l.m.) getrennt.

## Erstbesteigung
Es ist anzunehmen, dass die Jakobsspitze schon sehr früh von Menschen betreten wurde, möglicherweise von Hirten oder Gemsjägern. Die erste dokumentierte, sogenannte touristische Besteigung erfolgte im Jahr 1880 durch Julius Pock, der in den Sarntaler Alpen einige Erstbesteigungen aufzuweisen hat, und Ludwig Purtscheller, für den dieser Gipfel eine von 1700 Gipfelbesteigungen war.

## Routen
Die Jakobsspitze ist recht leicht zu ersteigen. Als Stützpunkt bietet sich die Flaggerschartenhütte (auch Marburger Hütte, 2481 m s.l.m.) an. Zur nahe der Hütte gelegenen Flaggerscharte kann man entweder aus westlicher Richtung, vom Durnholzer See, in etwa 2½ bis 3 Stunden gelangen, oder von Osten von Mittewald durch das Flaggertal in etwa 5 Stunden.
Von der Flaggerschartenhütte führt der markierte Steig südwärts über Geröll und Schrofen zum Gipfel, die im Kamm aufragende Lorenzenspitze wird westseitig umgangen. Von der Hütte ist der Gipfel in einer knappen Stunde erreichbar.